# Kurt Equiluz
Kurt Equiluz (Viena, 13 de junio de 1929 – 20 de junio de 2022) fue un tenor clásico austriaco de ópera y de concierto. Fue miembro de la Ópera Estatal de Viena como tenor buffo desde 1957 hasta 1983, recordado por papeles como Pedrillo en Die Entführung aus dem Serail de Mozart. Apareció regularmente en el Festival de Salzburgo, incluyendo estrenos mundiales como Penélope de Rolf Liebermann en 1954. Son célebres sus grabaciones de piezas de Johann Sebastian Bach con directores como Nikolaus Harnoncourt, Michel Corboz, Helmuth Rilling y Charles de Wolff. Destaca en especial su interpretación como el Evangelista en la primera grabación de la Pasión según San Juan de Bach con instrumentos de época con el Concentus Musicus Wien en 1965, bajo la batuta de Nikolaus Harnoncourt.

## Trayectoria
Fue un solista alto de los Niños Cantores de Viena. En la Academia Estatal austriaca de Música y Arte de Viena estudió teoría de la música, arpa y canto con Adolf Vogel. Fue miembro del Wiener Akademie-Kammerchor desde 1945.
En 1957 apareció en su primer papel solista en la Ópera Estatal de Viena como Pedrillo en El rapto en el serrallo de Mozart y fue miembro de la casa hasta 1983, interpretando 69 papeles diferentes del repertorio de Spieltenor, como Jaquino en  Fidelio de Beethoven o Scaramuccio en Ariadna en Naxos de Richard Strauss. Participó en el Festival de Salzburgo en el estreno de Penelope (1954) de Rolf Liebermann, en Mystère de la Nativité (1960) de Frank Martin y en el estreno de Das Bergwerk zu Falun (1961) de Rudolf Wagner-Régeny.
Alcanzó renombre por su interpretación de las cantatas y oratorios de Bach cuando fue contratado para las grabaciones de Nikolaus Harnoncourt y Gustav Leonhardt que abarcaron las obras vocales completas con instrumentos históricos. Él fue el Evangelista en la primera grabación de Pasión según San Juan de Bach con instrumentos de la época con el Concentus Musicus Wien en 1965 y en 1970 el Evangelista en la Pasión según San Mateo. En 1977 fue el Evangelista en una grabación de la Pasión según San Mateo con De Nederlandse Bachvereniging, dirigido por Charles de Wolff, con Max van Egmond como la Vox Christi. Grabó la Pasión según San Juan, la Pasión según San Mateo y el Oratorio de Navidad también con Michel Corboz. Asimismo grabó las cantatas de Bach con el Gächinger Kantorei y Helmuth Rilling. Con Harnoncourt grabó obras de Claudio Monteverdi, como sus óperas Orfeo, El regreso de Ulises a la patria, La coronación de Popea o Vísperas de la beata Virgen. Grabó música sacra del periodo clásico con los Niños Cantores de Viena, como Missa solemnis en do menor, K. 139 "Waisenhausmesse", la Misa de la Coronación de Mozart, la Theresienmesse  de Haydn y la Misa n.º 6 en mi bemol mayor, D 950 de Schubert.
Empezó a enseñar en 1964, fue nombrado profesor de la Musikhochschule de Graz en 1971, y de la Universidad de Música y Arte Dramático de Viena (Wiener Musikakademie) en 1982.
Falleció el 20 de junio de 2022 a los 93 años.

## Discografía
- 1965 – J.S. Bach: Pasión según San Juan, BWV 245.

Kurt Equiluz (Evangelista), Max van Egmond, solistas tiple & alto del Wiener Sängerknaben, Bert van t'Hoff, Jacques Villisech, Wiener Sängerknaben, Chorus Viennensis, Concentus Musicus Wien, Nikolaus Harnoncourt. (Teldec) (Primera grabación con instrumentos de época).
- 1970 – J.S. Bach: Pasión según San Mateo, BWV 244.

Kurt Equiluz (Evangelista), Karl Ridderbusch, solistas soprano del Wiener Sängerknaben, James Bowman, Tom Sutcliff, Paul Esswood, Nigel Rogers, Michael Schopper, Regensburger Domspatzen, Choir of King's College, Cambridge, Concentus Musicus Wien, Nikolaus Harnoncourt. (Teldec)
(«Erste Gesamtaufnahme in authentischer Besetzung mit Originalinstrumenten. Aufnahmeort: Wien, Casino Zögernitz, Sept 1970.» - 1ª grabación completa en instrumentación auténtica con instrumentos de época, Viena).
- 1984 – J.S. Bach: Weihnachtsoratorium, BWV 248.

Kurt Equiluz (Evangelista), Barbara Schlick, Carolyn Watkinson, Michel Brodard, Ensemble Vocal de Lausanne, Orchestre de Chambre de Lausanne, Michel Corboz. (Erato)
- 1987 – Monteverdi: Vespro della Beata Vergine.

Margaret Marshall, Felicity Palmer, Philip Langridge, Kurt Equiluz, Thomas Hampson, Arthur Korn, Arnold Schoenberg Chor, Tölzer Knabenchor, Wiener Hofburgkapelle, Choralschola, Concentus Musicus Wien, Nikolaus Harnoncourt. (Teldec)